# Dima Bilan
Dima Bilan (in russo Дима Билан?), pseudonimo di Viktor Nikolaevič Belan (in russo Виктор Николаевич Белан?; Ust'-Džeguta, 24 dicembre 1981), è un cantante e attore russo.
Ha rappresentato la Russia all'Eurovision Song Contest 2006 col singolo Never Let You Go, giungendo secondo, e vincendo l'edizione del 2008 con Believe.
Dal luglio 2008, "Dima Bilan" da semplice nome d'arte è diventato nome e cognome ufficiale del cantante. È artista onorario della Cabardino-Balcaria (2006 e 2009), della Cecenia (2007), e dell'Inguscezia (2007). Inoltre è un membro del Partito Liberal-Democratico di Russia.

## Infanzia
Nasce il 24 dicembre 1981 a Ust'-Džeguta, nella regione della Circassia. All'età di un anno si trasferisce a Naberežnye Čelny (Tatarstan) per poi trasferirsi a 6 anni con la famiglia a Majskij (Cabardino-Balcaria). L'insegnante di musica della sua scuola gli consiglia di studiare musica, ma i genitori si oppongono, non volendo un figlio cantante. Fu grazie alla sorella che Dima, in quinta elementare, inizia a frequentare una scuola di musica, sino a diplomarsi nella classe di Fisarmonica. A Mosca nel 1999 partecipa al festival, Chunga-Changa.

## Educazione musicale
Nel 2000 entra a far parte della Scuola Statale di Musica Gnesin, dove si laurea nel 2003 come performer vocale. Dopo di che decide di proseguire la sua formazione alla GITIS.

## Carriera

### 2000-2005
Nel 2000 sul canale MTV Russia compare il suo primo video: la sua prima canzone dal titolo, Osen (Autunno). Il video venne girato sulle sponde del Golfo di Finlandia. Ancora studente Dima incontra il suo futuro produttore, Yuri Aizenshpis, che ne riconosce subito le doti canore e nel 2002 lo iscrive al festival russo-lettone di Jūrmala. Dima si classificherà 4º, con la canzone, Boom. Nell'ottobre 2003 pubblica il suo primo album, Ja nočnoj chuligan. Nel 2004 pubblica la ristampa di un album con 16 canzoni originali più 4 inedite. Dopo la ristampa di Ja nočnoj chuligan sempre nel 2004, pubblica il suo secondo album, Na beregu neba, dal nome dalla canzone omonima, il cui video ufficiale è stato girato a Venezia.
Nel febbraio 2005, giunge al secondo posto, prendendo parte alla selezione nazionale per l'Eurovision Song Contest con la canzone, Not That Simple. Successivamente pubblica la ristampa dell'album, Na beregu neba, con l'aggiunta di alcuni brani in versione inglese tra cui, Beetween the sky and heaven, in russo, Na beregu neba. Sempre nel 2005 vengono pubblicate nella collezione ufficiale della clip, Ty tolko ty, alcune canzoni assenti in Ja nočnoj chuligan e Na beregu neba, quali le cover di Caruso e Seven Days. Il 20 settembre 2005 muore il suo produttore. Subito dopo Dima viene nominato al World Music Awards come miglior cantante russo. Nello stesso anno firma per un'altra agenzia che gli chiede di cambiare il nome in Dima Bilan, nome che poi nel luglio 2008 risulterà ufficialmente registrato anche all'anagrafe. Alla fine del 2005 è uscito l'album, Novyĭ god s novoĭ strochki, tra le quali contenente le canzoni, Novyĭ god s novoĭ strochki, il suo remix, e Beetween the sky and heaven. Nel mese di dicembre riceve due premi, il Golden Gramophone e un premio dal Primo Canale Russo. Nel 2005 ottiene in Russia, la consacrazione quale uomo spettacolo dell'anno. Sempre nel mese di dicembre è stata girata la clip di Ya tebya pomnyu. Infine nello stesso anno viene insignito, per la prima volta, del premio Best Russian Act.

### 2006-2007
Nel 2006 partecipa all'Eurovision Song Contest, classificandosi in seconda posizione con la canzone Never Let You Go e al World Music Awards di Kiev riceve il premio di Cantante dell'anno. Nello stesso anno pubblica il suo terzo album intitolato Vremja reka. Il 2007 per il cantante è stato un anno molto prolifico. Il 1º giugno 2007 diventa protagonista della cerimonia di Muz-TV aggiudicandosi ben tre premi: Miglior artista, miglior album e miglior arrangiamento. A Londra gira il video di Number One Fan, e, sempre nell'estate 2007, a Jurmala, è ospite d'onore allo Junior New Wawe 2007. Il 4 ottobre del 2007 al MTV Russia Music Awards vince ben 3 premi, miglior arrangiamento, miglior interprete e Artista dell'anno. Nella stessa serata c'è stato un duetto tra Dima e il fratello di Timbaland, Sebastian. I due hanno cantato Number One Fan e poi Dima ha presentato la sua nuova canzone, Amnesia. Il 15 gennaio 2007 l'auditel russo, l'All-Russian Public Opinion Research Center (VTsIOM) ha fornito i dati su chi i russi definiscono "miglior cittadino della Russia nel 2007" : il premio fu vinto da Dima Bilan. Altro grande successo del 2007 è stato il reality show su MTV, Live with Bilan. Sempre nel 2007 il ragazzo viene considerato dalla rivista Forbes tra i tre artisti più famosi e pagati della Russia.

### 2008

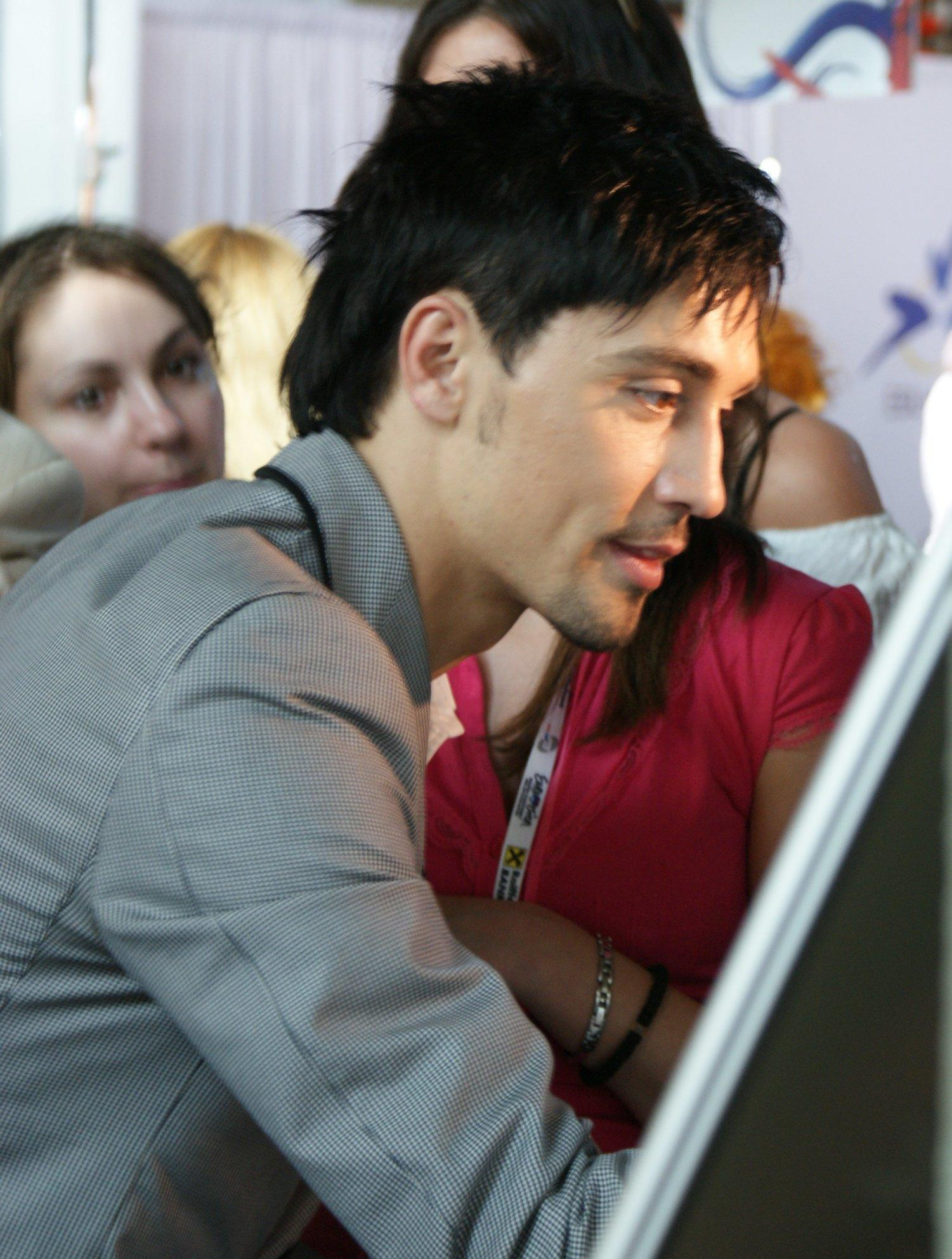
Dima Bilan all'Eurovision Song Contest 2008

Nel 2008 partecipa all'Eurovision di Belgrado vincendo con la canzone Believe, ed in seguito a tale successo partecipa all'inaugurazione della galleria commerciale Kista di Stoccolma. Sempre nel 2008 partecipa alla versione russa di Ballando con le Stelle, classificandosi secondo, accompagnato dalla ballerina Elena Berezhnaya. Vince per la quarta volta il Best Russian Act e sarà ospite da Raffaella Carrà in Carràmba! Che sorpresa. Sempre nel 2008 è stato pubblicato il suo quarto album, Protiv pravil.

### 2009
Il 18 marzo 2009 gira a Los Angeles il video di Lady e il 16 maggio 2009 apre l'Eurovision di Mosca. Grazie alla sua vittoria nell'anno precedente la Russia ha avuto il privilegio di organizzare questo evento aperto da Dima. Il giorno prima dell'apertura del festival presenta il suo quinto album, Believe. Il 18 maggio Dima Bilan diventa ambasciatore per la candidatura ai giochi olimpici invernali di Sochi 2014. Anche grazie all'apporto di Dima la Russia e Soči ricevono l'assegnazione dei Giochi Olimpici invernali 2014. Il 4 giugno 2009 entra nella Top 100 dei ragazzi più belli del mondo. Il 5 giugno 2009 vince i premi per la miglior canzone e il miglior video grazie a Believe assegnati da Muz-TV. Il 29 luglio 2009 è uno dei personaggi più attesi durante la cerimonia di inaugurazione della Donbas Arena. Dima diventa editorialista della rivista Billboard rimanendo in contatto con i fan attraverso la scoperta di aspetti inediti della sua vita. Il 24 dicembre 2009 vince il premio per il miglior album internazionale, poi per la quinta volta di fila si aggiudica il premio Mtv Best Russian Act.

### 2010-2012
Nel 2010, l'auditel russo, l'All-Russian Public Opinion Research Center (VTsIOM) per conto della rivista Telenedelya lo dichiara miglior cantante della storia russa. Il 15 aprile 2010 agli Awards 2009 viene premiato come miglior artista dell'anno 2009, ed anche il suo album sarà premiato come album dell'anno. A metà giugno Dima registra il video ufficiale di Safety insieme ad Anastacia, ma rimane abbagliato dai riflettori che gli causano una grave ustione alla retina. Dima continuerà il suo tour portando per un po' di tempo un paio di occhiali scuri. Vince per la sesta volta consecutiva il Best Russian Act MTV. Nel 2011, nel frattempo, viene pubblicato il suo sesto album di inediti, intitolato, Mečtatel'. Nello stesso anno viene chiamato dall'emittente nazionale russa per ricoprire il ruolo di "lettore dei voti" all'Eurovision Song Contest 2011. Rapporto con la manifestazione che continuerà anche nel 2012, quando Dima, insieme a Julia Volkova si presenterà nella selezione nazionale russa, giungendo secondo. Ma tuttavia ciò non gli ha impedito di presenziare all'Eurovision Song Contest 2012 a Baku. Infatti, insieme ai vincitori del 2007, 2009 e 2010 è stato invitato per la seconda semifinale come "Interval Act". Nel finire dell'anno vince il titolo di Best Russian Act per la settima volta consecutiva, conquistando, poi, per la prima volta il Best European Act. Viene nominato, inoltre, per la vittoria del Worldwide act, tuttavia a vincere non sarà lui.

### Dal 2012 ad oggi
Tra il 2012-2014 e nel 2016 è stato tutor del programma Golos. Dal 2014 ad oggi è tutor del programma Golos. Deti.

## Eurovision Song Contest

### Atene 2006
A metà marzo 2006 Bilan è stato scelto per rappresentare la Russia all'Eurovision Song Contest 2006, tenutosi a Atene. Tra i 37 partecipanti, si piazza al secondo posto con il brano Never Let You Go, miglior piazzamento russo fino ad allora insieme a quello del 2000 ottenuto dalla cantante Alsou con Solo. Nella gara, il cantante riceve 248 punti, 44 punti in meno della canzone finlandese Hard Rock Hallelujah, cantata dalla band Lordi, ricevendo 12 punti da 7 paesi: Armenia, Bielorussia, Finlandia, Israele, Lettonia, Lituania e Ucraina. Nella performance insieme a Dima, che indossava una canottiera bianca, erano sul palco due ballerine, mentre da un pianoforte coperto di petali di rose rosse appariva una donna vestita come un fantasma. Il sindaco della città natale di Dima promise che se il ragazzo avesse vinto gli sarebbe stata dedicata una strada cittadina.

### Belgrado 2008
Dima Bilan si ricandida a rappresentare la Russia alla gara due anni dopo il primo successo. Batte la concorrenza di Sergej Lazarev e con Believe si aggiudica la possibilità di rappresentare la Russia per la seconda volta all'Eurovision a Belgrado. Il 20 maggio riesce a qualificarsi in finale, dove il 24 maggio ha vinto con 272 punti. Questa volta ad accompagnarlo sul palco vi erano il campione di pattinaggio Evgenij Pljuščenko e il violinista ungherese Edvin Marton.

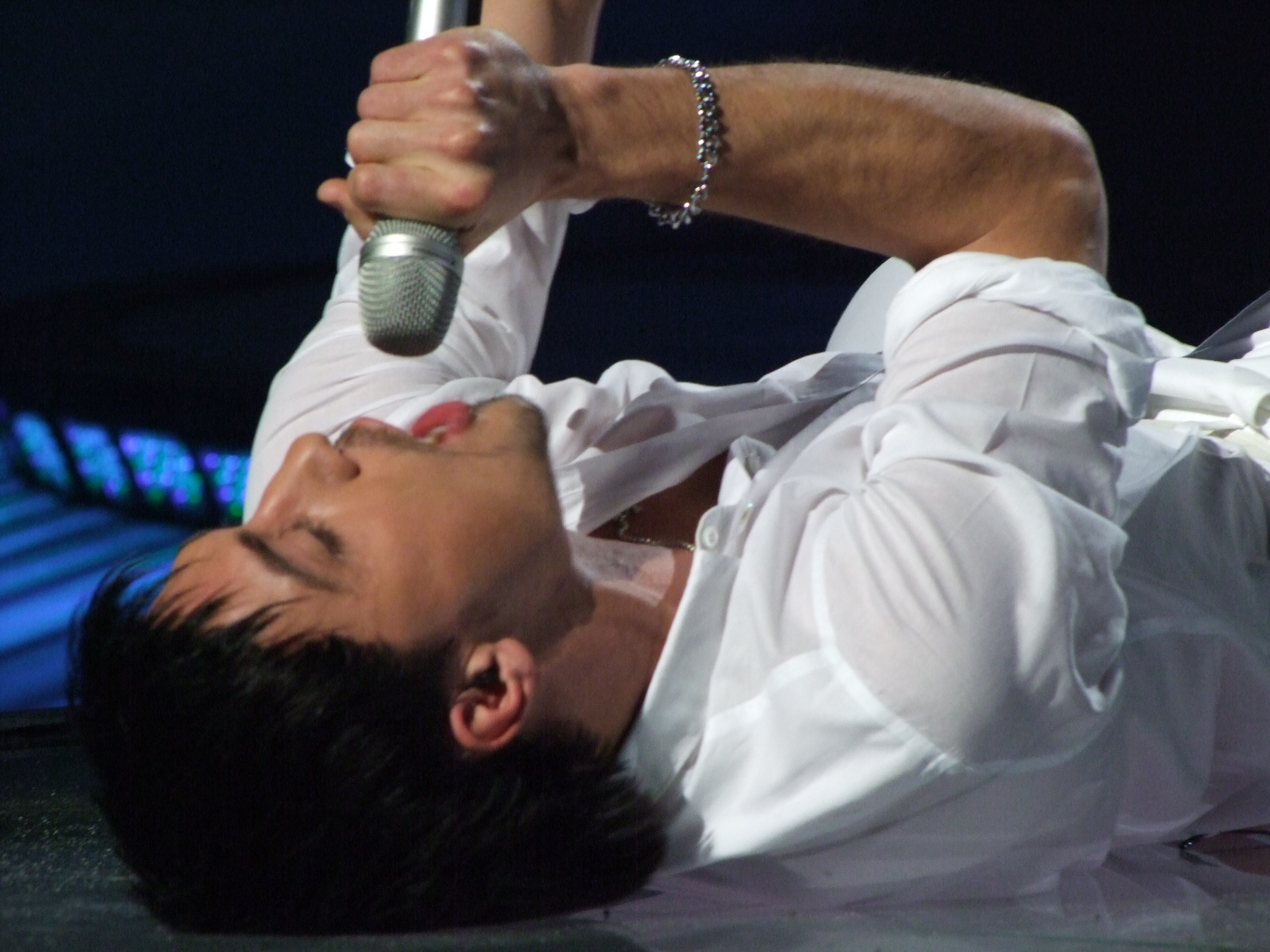
Dima Bilan - 1ª Semifinale
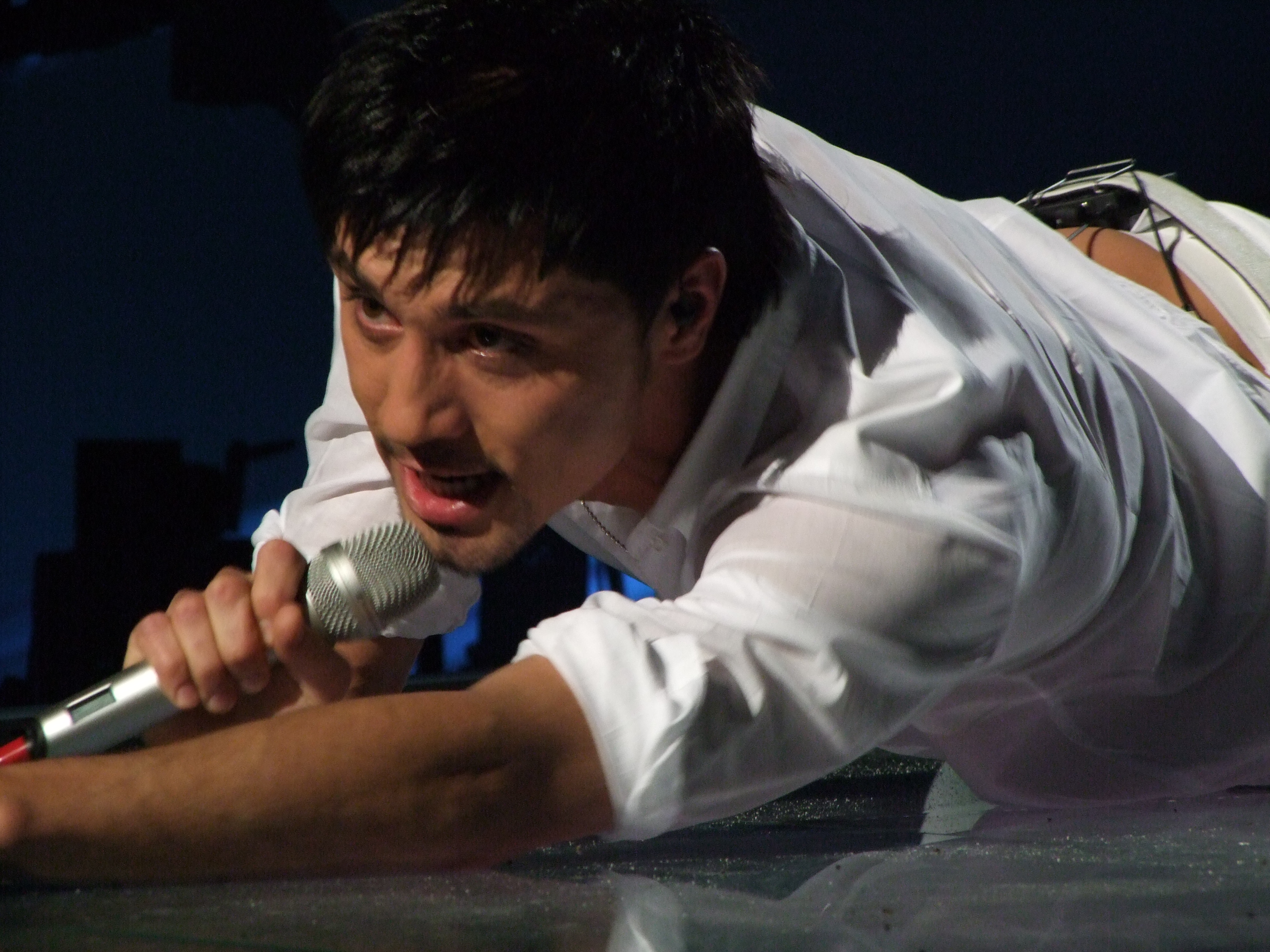
Dima Bilan - 1ª Semifinale
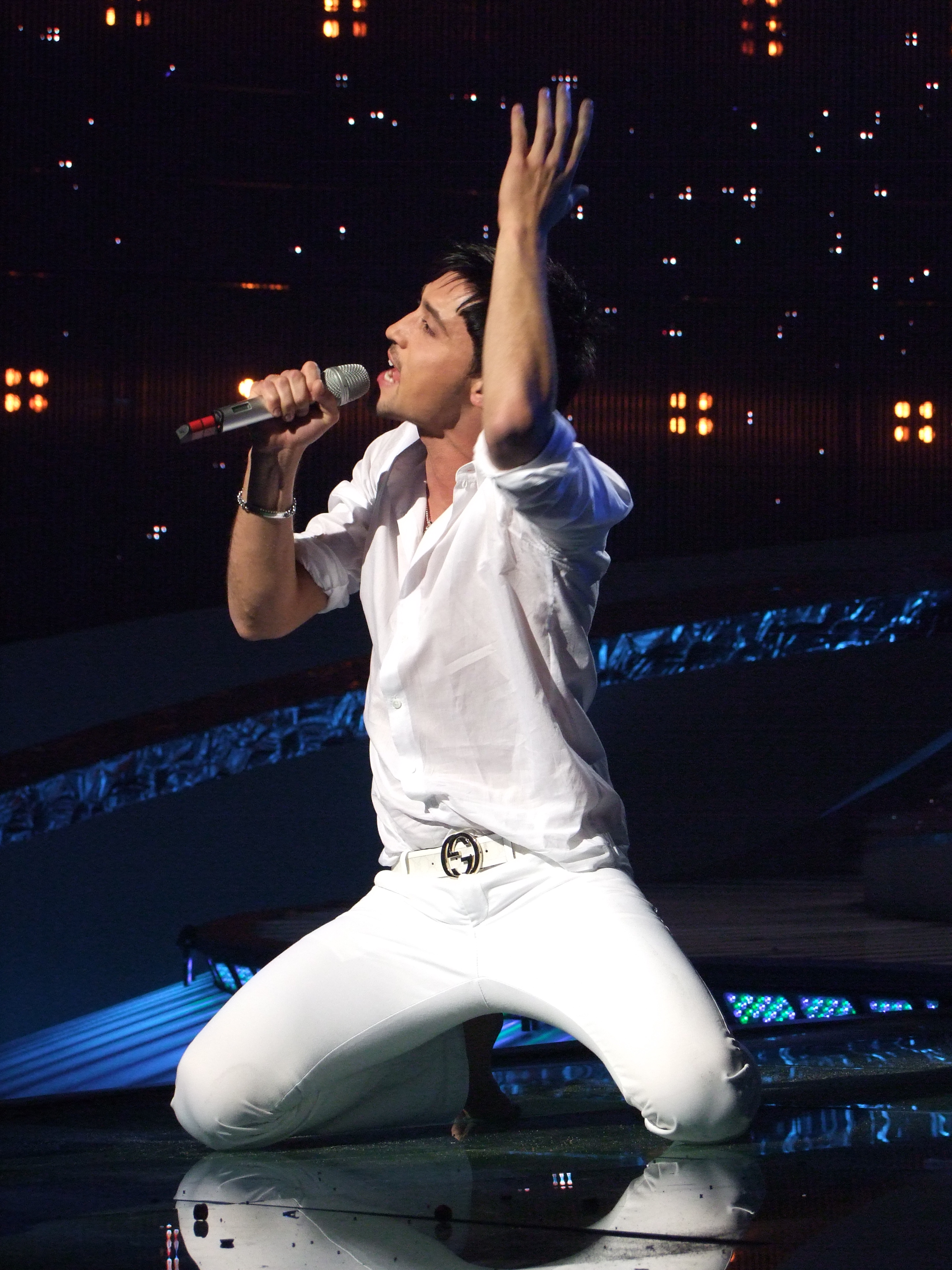
Dima Bilan - 1ª Semifinale
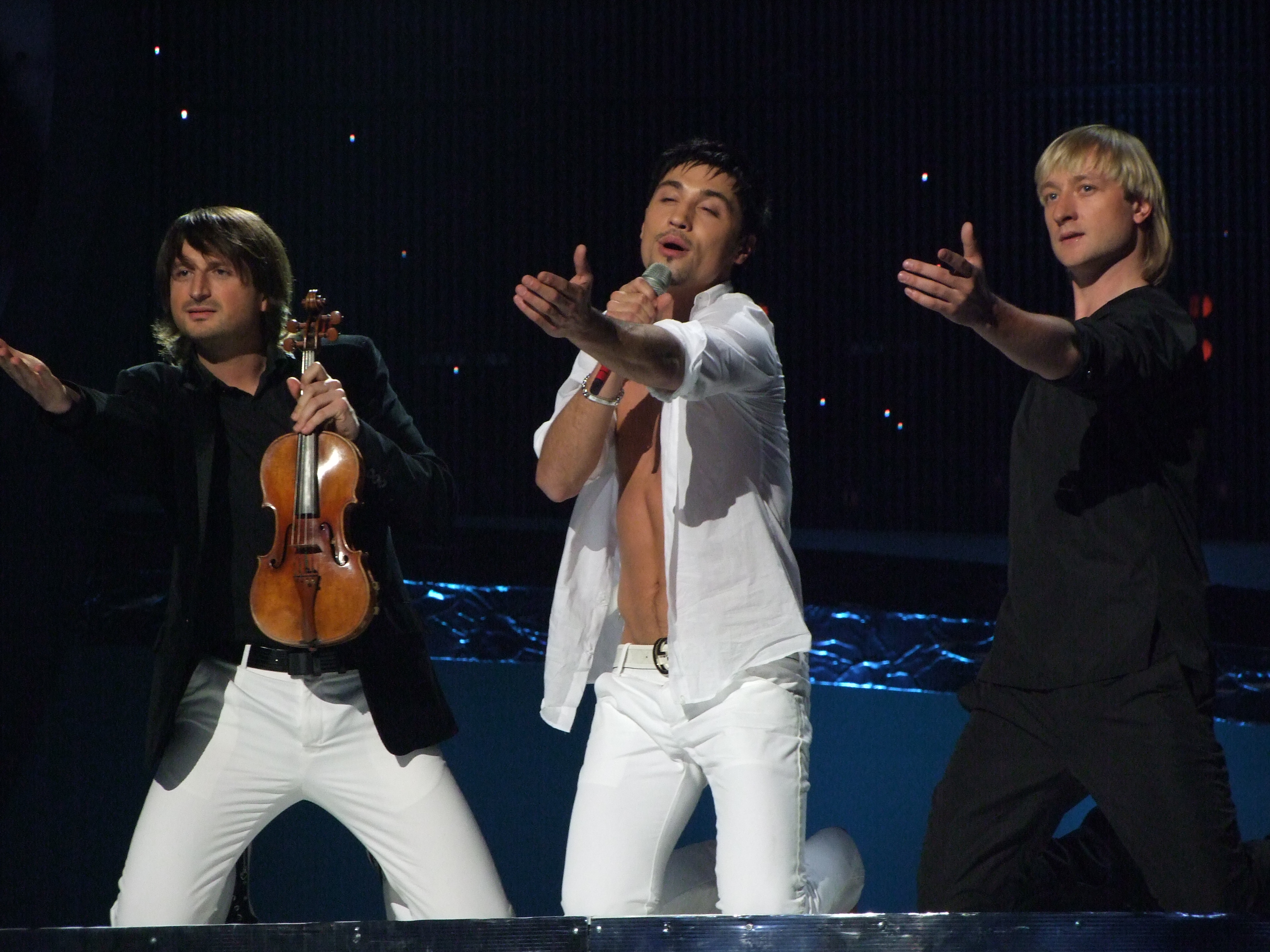
Dima Bilan - 1ª Semifinale

### Mosca 2009
Dima Bilan esegue le sue canzoni Number One Fan e Believe durante il numero di apertura della finale.

## Discografia

### Album
- 2003 – Ja nočnoj chuligan
- 2004 – Na beregu neba
- 2006 – Vremja reka
- 2008 – Protiv pravil
- 2009 – Believe
- 2011 – Mečtatel'
- 2013 – Dotjanis'
- 2015 – Ne molči
- 2025 – Vector V

### EP
- 2023 – Pjat' chitov

### Raccolte
- 2021 – 13 druzej Bilana

### Singoli
- 2003 – Ty, tol'ko ty
- 2005 – Ja tebja pomnju
- 2005 – Ty dolžna rjadom byt'
- 2005 – Not That Simple
- 2005 – Never Let You Go
- 2006 – Ėto byla ljubov'
- 2008 – Believe
- 2008 – Lonely
- 2009 – Dancing Lady
- 2009 – Lady
- 2009 – Ėto modno
- 2009 – Changes
- 2010 – Po param
- 2010 – Safety (feat. Anastacia)
- 2010 – Ja prosto ljublju tebja
- 2011 – Mečtateli
- 2011 – Zadychajus'
- 2012 – Tak ne byvaet
- 2012 – Ljubov'-suka (con Julia Volkova)
- 2012 – Lovi moj cvetnye sny
- 2013 – Malyš
- 2013 – Obnimi menja
- 2021 – Derži (con Klava Koka)
- 2022 – Ona ljubila muziku (con Natalija Vlasova)
- 2022 – Znaeš' li ty (con MakSim)
- 2022 – Sekret na dvoich (con Ljusja Čebotina)
- 2023 – Gladiator
- 2023 – Pesnja dvuch romantikov (con Vacío)
- 2023 – Ostroj britvoj
- 2023 – Uleteli navsegda (con Nikita)
- 2024 – It's My Life (con Mari Krajmbreri)

## Filmografia
- 2005 – Not Born Beautiful
- 2006 – Club
- 2006 – The Adventures of Pinocchio
- 2007 – Star Break
- 2007 – Kingdom of Crooked Mirrors
- 2008 – Goldfish
- 2009 – Pinocchio
- 2016 – Geroj

## Riconoscimenti
- 2006 – Artista Onorario di Kabardino-Balkaria
- 2007 – Artista Onorario della Cecenia
- 2007 – Artista Onorario Inguscezia
- 2008 – Artista del Popolo della Kabardino-Balkaria

### Premi MTV
MTV Russia Music Awards

Dima Bilan detiene il record per il maggior numero di premi RMA – 10.
- 2005 – "Miglior Interprete" e "Miglior Artista"
- 2006 – Miglior Canzone (Never Let You Go),« Miglior Artista "
- 2007 – "Miglior Brano, Miglior Canzone (" Impossible ")," Best Artist "
- 2008 – "Best Video, Best Singer", il progetto POP

- MTV Europe Music Awards
  - 2005 – «Best Russian Act»
  - 2006 – «Best Russian Act»
  - 2007 – «Best Russian Act»
  - 2008 – «Best Russian Act» e «Top 5 Best European Act»
  - 2009 – «Best Russian Act» e «Top 5 Best European Act»
  - 2010 – «Best Russian Act» e «Top 5 Best European Act»
  - 2012 – "Best European Act"

### Muz-TV Awards
- 2007 - Canzone dell'anno, album dell'anno, miglior performer.
- 2008 - Miglior testo, miglior interprete.
- 2009 - Miglior video, miglior canzone.
- 2010 - Miglior performer.
- 2011 - Miglior performer.
- 2012 - Miglior performer.
- 2013 - Miglior performer.
- 2014 - Miglior performer.
- 2015 - Miglior concerto.
- 2016 - Miglior album, miglior video.

### Grammofono d'oro
- 2005 - Golden Gramophone
- 2006 - Golden Gramophone
- 2007 - Golden Gramophone
- 2008 - Golden Gramophone
- 2011 - Golden Gramophone
- 2013 - Golden Gramophone
- 2014 - Golden Gramophone

### ZD Awards
- 2003 - «Top Sexy» (artista più sexy)
- 2004 - Cantante dell'anno ".
- 2007 - "Solista dell'Anno e Album dell'anno (per l'album "Vremja reka").
- 2008 - "Solista dell'anno".
- 2009 - "Cantante dell'Anno e Album dell'anno (per l'album Believe).
- 2012 - "Artista dell'anno e Album dell'anno (per l'album "Mečtatel'").
- 2013 - "Cantante dell'Anno e Il duo dell'anno (con Julia Volkova)

### Glamour
- 2006 - Man of the Year.
- 2009 - Man of the Year.

### World Music Awards
- 2006 - Best Selling Artist russo.